# Строфарія
Строфарія (Stropharia) — рід грибів родини Strophariaceae. Назва вперше опублікована 1872 року.

## Назва
Родова назва цих грибів походить від грецького слова "строфос", що означає "пояс", "перев'язь", і обумовлена наявністю у видів цього роду великого, плівчатого кільця на ніжці, що довго зберігається. Рід містить близько 15 видів.  

## Опис
Шапинка строфарій напівкулькоподібна, більш-менш м'ясиста, клейка, частіше слизова, водяниста, дуже рідко суха. За забарвленням - жовто-вохряної або рідше зеленувато-сірих відтінків. Ніжка зазвичай центральна. У молодого плодового тіла завжди є покривало. При розгортанні шапинки воно залишається у вигляді кільця на ніжці. Пластини, приросли до ніжки, спочатку светлі, потім темніють до майже чорних.

## Поширення та середовище існування
За ареалу вони майже космополіти, за способом харчування — сапрофіти. Поселяються ці гриби на землі (Stropharia aeruginosa), на деревині (Stropharia hornemannii), на різних рослинних рештках (Stropharia rugosoannulata), деякі (копрофіли) ростуть на гною (Stropharia semiglobata), зустрічаються на луках, в степах, в різних типах лісу.
В Україні зростають:
- Stropharia aeruginosa — Строфарія синьо-зелена, Кільцевик синьо-зелений[7]
- Stropharia albonitens  — Строфарія білоблискуча, Кільцевик білоблискучий[8]
- Stropharia caerulea — Строфарія небесно-синя,  Кільцевик небесно-синій, Строфарія коричневоспорова[9]
- Stropharia coronilla — Строфарія корончаста, Кільцевик корончастий, Строфарія руда, Строфарія прикрашена[10]
- Stropharia inuncta — Строфарія масляниста, Кільцевик маслянистий, Строфарія пофарбована, Строфарія маслянистоблискуча[11]
- Stropharia melanosperma — Строфарія чорноспорова, Кільцевик чорноспоровий[12]
- Stropharia rugosoannulata — Строфарія зморшкувато-кільцева, Кільцевик зморшкувато-кільцевий[13]

## Практичне використання
Багато видів строфарій їстівні, використовуються після 15-ти хвилинного відварювання, вареними, смаженими. Шкірку перед приготуванням бажано знімати. Серед них Stropharia aeruginosa, Stropharia caerulea, Stropharia coronilla, Stropharia melanosperma, Stropharia rugosoannulata.
З 1969 р строфарія зморшкувато-кільцева стала одним з культивованих грибів. З огляду на велику зацікавленість грибоводов-любителів, фахівці НДР поставили собі за мету підшукати такий гриб, який був би не вимогливий до умов вирощування і який можна було б легко культивувати в невеликих господарствах. Після ряду експериментів зупинилися на строфарії. Перші ж досліди в закритому ґрунті і на відкритих ділянках показали, що цей гриб має деякі переваги перед широко поширеними в культурі печерицями. По-перше, субстрат для цього гриба (солома і відходи льону) легкодоступний і дешевий. По-друге, субстрат не вимагає спеціальної підготовки (компостування) і потребує тільки в зволоженні. По-третє, гриб стійкий до високої температури, низької вологості повітря тощо. Тому його можна вирощувати не тільки в закритих приміщеннях, але і в відкритому ґрунті, роблячи легкі укриття. Посадковим матеріалом є свіжа стерильна грибниця, що вирощується в лабораторії. Середній урожай грибів 3-4 кг на 1 м². 
Отруйним представником цього роду є гриб з дуже великим плодовим тілом — строфарія Горнеманна (Stropharia hornemannii). Зростає гриб в хвойних лісах на ґрунті, біля основи пнів і навіть на деревині, що розкладається. Шапинка його діаметром 4-12 см, слизова, гладка. У молодих екземплярів вона жовто-коричнева, у зрілих — лілово-темно-сіра. М'якоть біла. Пластинки спочатку білі, до зрілості майже чорні з фіолетовим відтінком. Ніжка біла, з білим буріючим кільцем. Нижче кільця ніжка покрита великими білими пластівчастими лусочками, які зазвичай зберігаються.

## Галерея

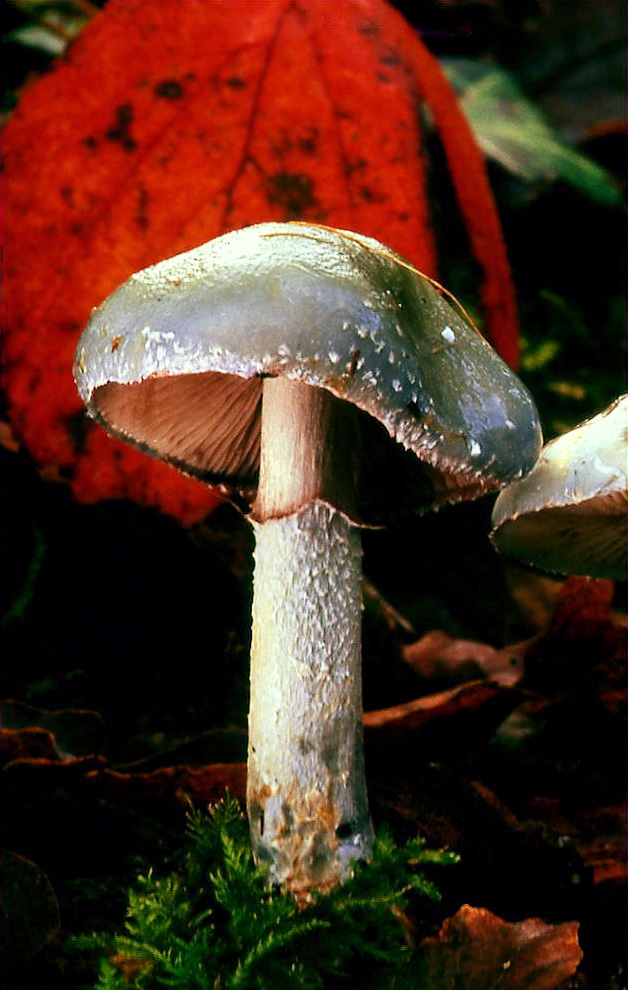
Stropharia aeruginosa
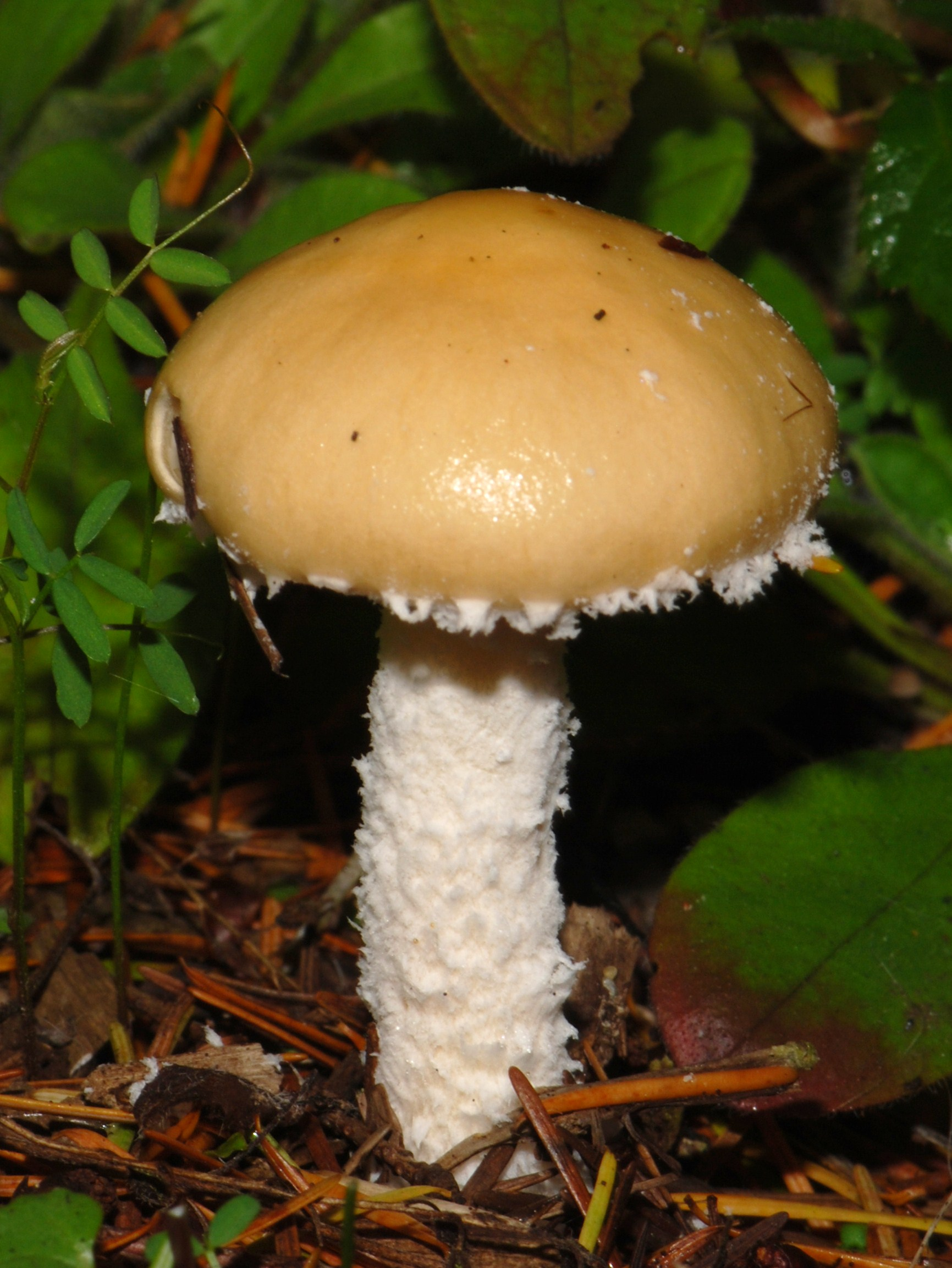
Stropharia ambigua
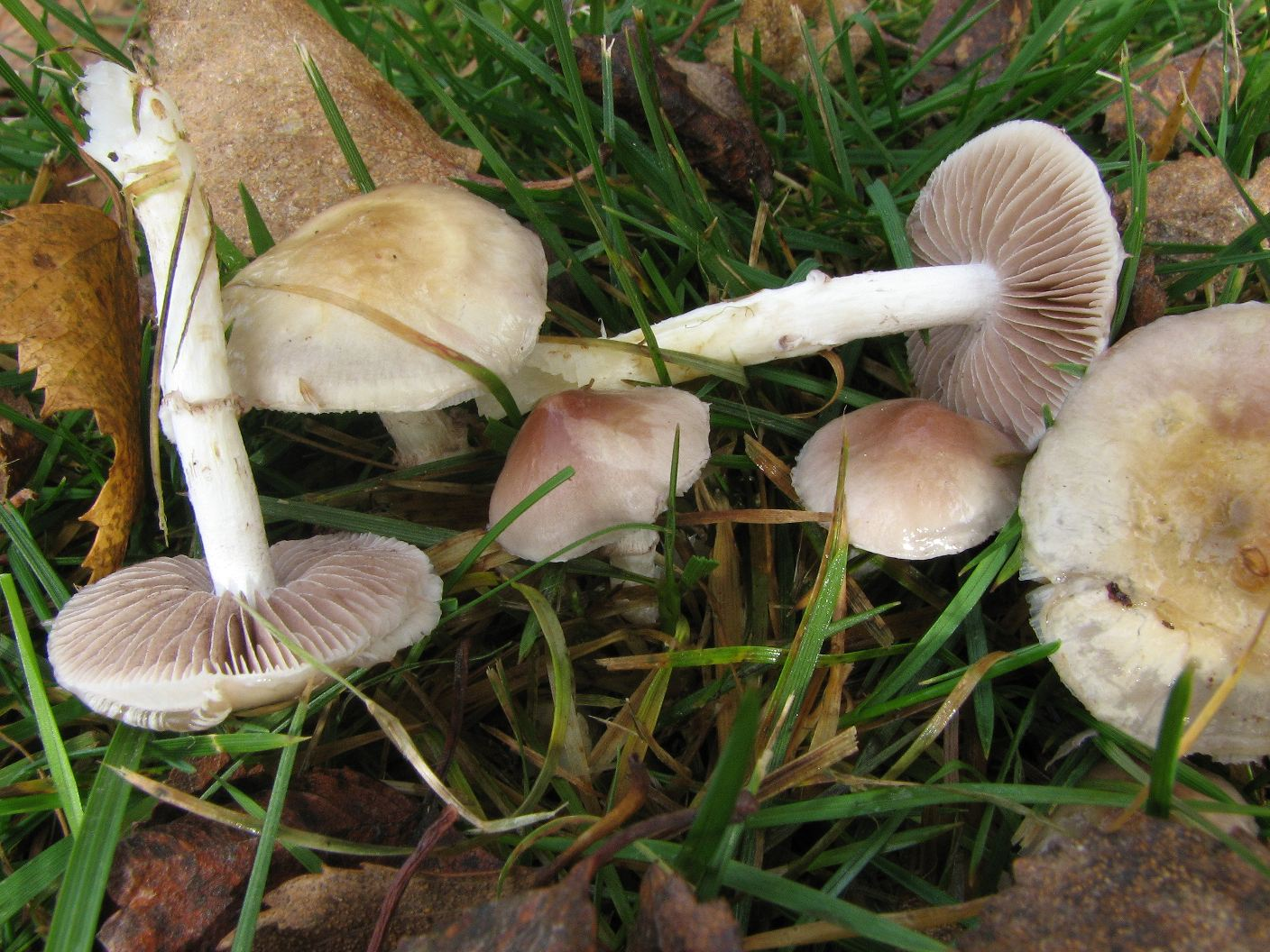
Stropharia inuncta
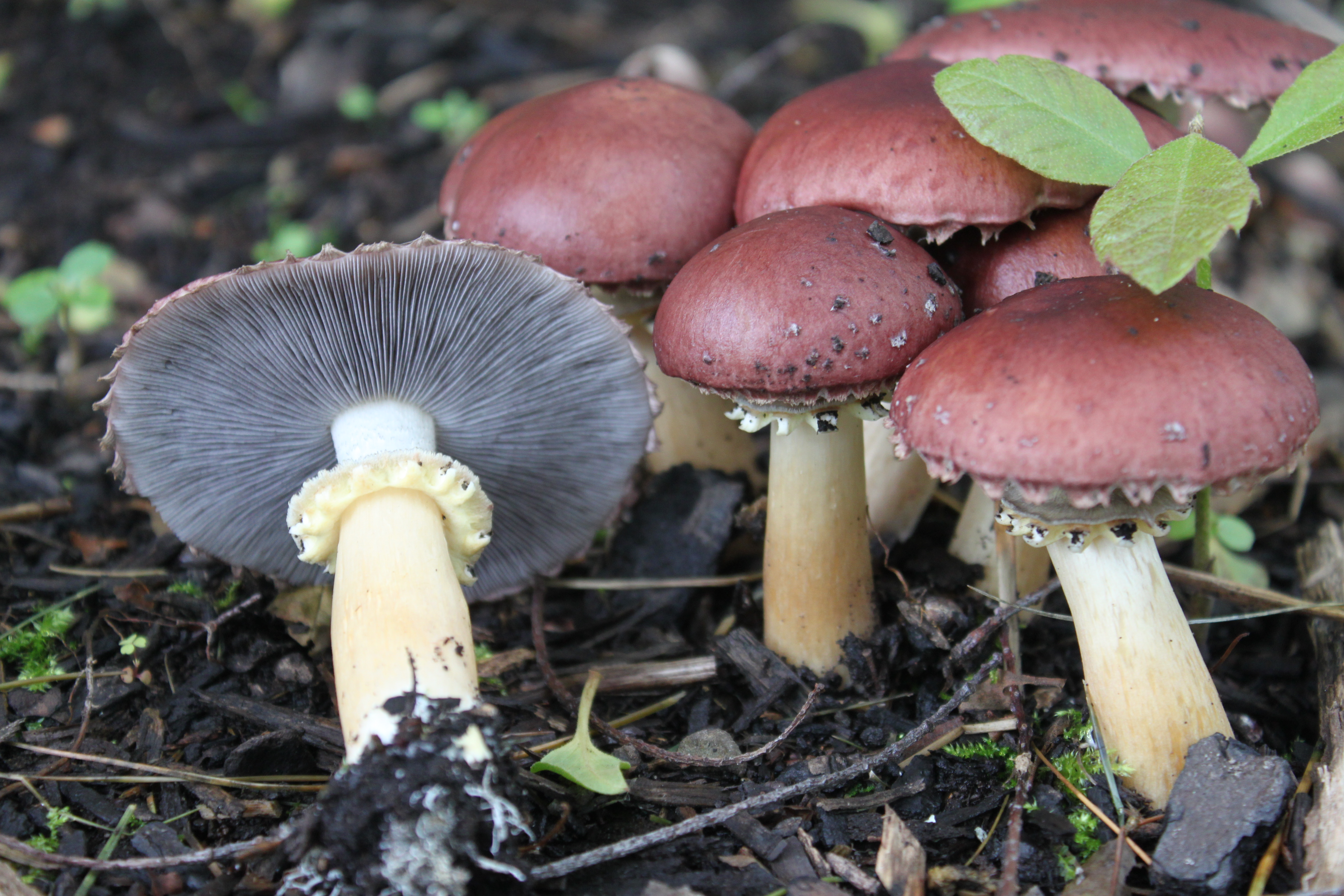
Stropharia rugosoannulata